# Barbosa Ferraz
Barbosa Ferraz est une commune du Paraná, au Brésil, dans la microrégion de Campo Mourão. Au recensement de 2010, elle compte 12 653 habitants.